# Théorème de Jung

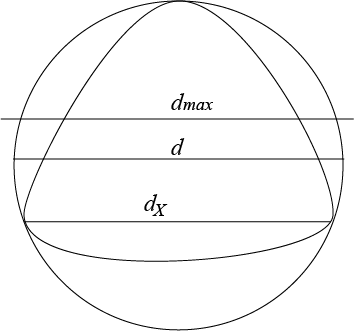

En géométrie, le théorème de Jung fournit une inégalité entre le diamètre d'un ensemble de points d'un espace euclidien et celui de la boule englobante minimum de cet ensemble. Il porte le nom du mathématicien allemand Heinrich Jung, qui a obtenu cette inégalité en 1901.

## Énoncé
Toute partie bornée non vide X de l'espace euclidien de dimension n est incluse dans une unique boule fermée de rayon minimal, et le diamètre d de cette boule est relié au diamètre {\displaystyle d_{X}=\sup _{M,N\in X}MN} de la partie X par les inégalités :
Le cas d'égalité dans l'inégalité de droite est atteint par le simplexe régulier de dimension n.

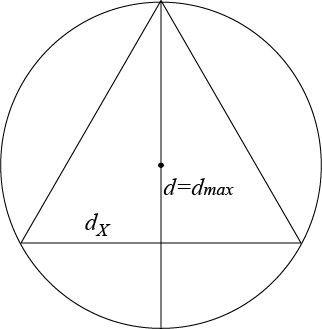

## Théorème de Jung dans le plan
Le cas le plus commun du théorème de Jung est celui du plan euclidien avec n = 2. Dans ce cas, le théorème assure qu'il existe un cercle entourant tous les points dont le diamètre satisfait
Le cas d'égalité est obtenu pour un triangle équilatéral.

## Démonstration
Existence d'une boule de rayon minimum : l'application qui, à tout point M, associe la borne supérieure des distances de M aux points de X, est continue (car 1-lipschitzienne) et tend vers +∞ quand M s'éloigne à l'infini, donc elle atteint son minimum r, en un point C, centre d'une telle boule de diamètre {\displaystyle d=2r}.
Unicité de C : se déduit du théorème de la médiane.

Majoration : d'après le théorème de Helly, il suffit de la démontrer dans le cas où X est fini et de cardinal inférieur ou égal à n + 1. Notons alors {\displaystyle M_{0},_{\cdots },M_{m}} ({\displaystyle m\leqslant n}) les points de X dont la distance au centre C vaut exactement r. On se convainc rapidement par un argument variationnel que C appartient à leur enveloppe convexe. Il existe donc des réels
Pour chaque indice k de 0 à m on a alors :
d'où, en sommant :
ce qui conclut.
Le simplexe régulier de dimension n a pour diamètre la longueur a de ses côtés. Sa sphère circonscrite a pour diamètre {\displaystyle a{\sqrt {\frac {2n}{(n+1)}}}} qui est aussi le diamètre de sa boule englobante minimale, d'où l'égalité dans l'inégalité.